# Ekspresionizem
Ekspresionizem je modernistično gibanje, sprva v poeziji in slikarstvu, ki izvira iz severne Evrope okoli začetka 20. stoletja. Izraz, ki je nastal kot kontrast termina impresionizem (impressio - vtis), izhaja iz latinščine exprimere, kar pomeni 'iztisniti', 'izraziti'.
Literarno gibanje se je najprej pojavilo v Nemčiji (Bertolt Brecht) kot posledica človekove stiske ob grozeči svetovni vojni. Izraža dvom in razočaranje nad industrializacijo in urbanizacijo, tesnobno občutje ob razkroju humanističnih idealov ter zahteva duhovno preroditev človeka in sveta. Bistvo ekspresionizma je deformacija stvarnosti: avtor deformira predmet, iztisne občutke na predmet, izžet je na esenco. Pojavi se v vseh treh književnih zvrsteh (drama, poezija in proza), v likovni umetnosti (v Nemčiji skupini Der blaue Reiter in Die Brücke), ter v glasbi. V plesni umetnosti se kot plesni ekspresionizem (moderna plesna umetnost) razvije v Nemčiji z Rudolfom von Labanom,  Mary Wigman, Kurtom Joosom, Haraldom Kreuzbergom, v Sloveniji pa z Meto Vidmar, deloma (do približno leta 1950) z Živo Kraigher in kasneje z Lojzko Žerdin, zadnjo diplomantko šole Mary Wigman v Berlinu. 
Ekspresionizem v likovni umetnosti v ožjem smislu je opis umetniškega gibanja in slogovne usmeritve v začetku 20. stoletja. Značilnosti tega sloga so: sproščen odnos do barve in oblike, rabe čisnih in nemešanih barv, redukcija motiva na najnujnejše, opuščanje perspektive, poudarjanje občutenja. Ekspresionizem postavlja v ospredje novega človeka in prevrednotenje vrednot, obtožuje moderno civilizacijo, kapitalizem in vojno.
Na slovenskem traja od 1918 do 1930. Značilne ekspresionistične prvine najdemo v delih Srečka Kosovela, Antona Vodnika, Mirana Jarca, Ivana Preglja in Slavka Gruma. Najvidnejši ekspresionistični skladatelj je Marij Kogoj.

## Predstavniki ekspresionizma v likovni umetnosti

### Nemčija
- Ernst Barlach
- Max Beckmann
- Heinrich Campendonk
- Erich Heckel
- Ernst Ludwig Kirchner
- Wilhelm Lehmbruck
- Elfriede Lohse-Wächtler
- August Macke
- Franz Marc
- Ludwig Meidner
- Paula Modersohn-Becker
- Gabriele Münter
- Emil Nolde
- Max Pechstein
- Karl Schmidt-Rottluff
- Oskar Kokoschka
- Egon Schiele

### Rusija
- Aleksej Javlenski
- Vasilij Vasiljevič Kandinski

### Nizozemska
- Charles Eyck
- Willem Hofhuizen
- Jaap Min
- Jan Sluyters
- Hendrik Werkman
- Jan Wiegers

### Belgija
- James Ensor
- Gust De Smet
- Albert Droesbeke
- Floris Jespers
- Constant Permeke
- Frits Van den Berghe

### Francija
- Gen Paul
- Chaim Soutine

### Norveška
- Edvard Munch

### Švica
- Carl Eugen Keel